# محمد بن سيرين
ابن سيرين هو أبو بكر محمد بن سيرين البصري، (32 - 110 هـ)، التابعي الكبير والإمام القدير في التفسير، والحديث، والفقه، وتعبير الرؤيا، والمقدم في الزهد والورع وبر الوالدين، توفي في 9 شوال 110 هـ الموافق 14/ 1/ 729، بعد الحسن البصري بمائة يوم، وكان عمره 78 عاماً.
سمع عن أبي هريرة وابن عباس وكثيرًا من الصحابة وكان محدثًا فقيهًا إمامًا غزير العلم، علاَّمة في تفسير الأحلام، رأسًا في الورع ذا دعابة، لا يرى الرواية بالمعنى. استكتبه أنس بن مالك بفارس. وروى له أصحاب الكتب الستة وغيرهم وكان عالماً بالحساب، والفرائض، والقضاء، ذا وفرة، يفرق شَعره ويخضب بالحناء، يصوم يوماً ويفطر يوماً. اشتهر ابن سيرين بالورع وكان عالما بارعا بتأويل الرؤى.

## مولده ونشأته
ولد «محمد بن سيرين» في خلافة عثمان بن عفان نحو 33 هـ الموافق 653. كان أبوه (سيرين) مملوكًا لأنس بن مالك الصحابي، وكان من نصيبه بعد معركة عين التمر وهي بلدة غربي الكوفة افتتحها خالد بن الوليد في خلافة أبي بكر الصديق، فأعتقه أنس.
قال أنس بن سيرين: ولد أخي محمد لسنتين بقيتا من خلافة عمر بن الخطاب وأمه اسمها (صفية) وكانت أمة لأبي بكر الصديق فأعتقها أيضًا. عرف أبوه وأمه بالصلاح وحُسن السيرة.

## طلبه للعلم
نشأ «محمد بن سيرين» في بيت تحوطه التقوى والورع واتصل بمجموعة كبيرة من الصحابة، مثل:
- زيد بن ثابت
- عمران بن الحصين
- أنس بن مالك
- أبي هريرة
- عبد الله بن الزبير

وعبد الله بن عباس، وعبد الله بن عمر. أقبل «محمد بن سيرين» على هؤلاء الصحابة الكرام ينهل من علمهم وفقههم وروايتهم لحديث الرسول صلى الله عليه وسلم. قال هشام بن حسان: «"أدرك محمد ثلاثين صحابياَ"».
من تلاميذه:
- قتادة بن دعامة
- يونس بن عبيد
- ابن عون
- خالد الحذاء
- هشام بن حسان
- عوف الأعرابي
- قرة بن خالد
- مهدي بن ميمون
- جرير بن حازم

وغيرهم خلق كثير.

## شهرته
اشتهر محمد بن سيرين وذاع صيته وعلت شهرته في البلاد وعُرف بالعلم والورع وقد كانت له مواقف مشهورة مع ولاة بني أمية صدع فيها بكلمة الحق وأخلص النصح لله ولرسوله؛ منها: سأله مرة عمر بن هبيرة والي بني أمية على (العراق): «"كيف تركت أهل مصرك يا أبا بكر (كنية ابن سيرين)؟!"» فقال محمد بن سيرين: «"تركتهم والظلم فيهم فاش وأنت عنهم لاهٍ. فغمزه ابن أخيه بمنكبه"»، فالتفت إليه قائلا: «"إنك لست الذي تُسأل عنهم وإنما أنا الذي أسأل وإنها لشهادة (ومن يكتمها فإنه آثم قلبه)"» فأجزل ابن هبيرة له العطاء فلم يقبل، فعاتبه ابن أخيه قائلا: «"ما يمنعك أن تقبل هبة الأمير؟"» فقال: «"إنما أعطاني لخير ظنه بي، فإن كنت من أهل الخير كما ظن، فما ينبغي لي أن أقبل، وإن لم أكن كما ظن، فأحرى بي ألا استبيح قبول ذلك"».

## ورعه
ومن ورع محمد بن سيرين أنه سمع أحد الناس يسب الحجاج بن يوسف بعد وفاته فقال له: «"صه يا ابن أخي، فإن الحجاج مضى إلى ربه، وإنك حين تقدم على الله عز وجل ستجد أن أحقر ذنب ارتكبته في الدنيا أشد على نفسك من أعظم ذنب اجترحه الحجاج، فلكل منكما يومئذ شأن يغنيه، واعلم يا ابن أخي أن الله عز وجل سوف يقتص من الحجاج لمن ظلمهم كما سيقتص للحجاج ممن يظلمونه، فلا تشغلن نفسك بعد اليوم بسب أحد"». منح الله ابن سيرين سمتًا صالحًا وقبولا في قلوب الناس، فكان الناس إذا رأوه في السوق وهم غارقون في غفلتهم انتبهوا وذكروا الله وهللوا وكبَّرو.
كانت له تجارة وله بيع وشراء في السوق فإذا رجع إلى بيته بالليل أخذ في القيام يتلو القرآن ويبكي. وكان في تجارته ورعًا لدرجة أنه ذات مرة اشترى زيتًا بأربعين ألفًا مؤجلة، فلما فتح أحد زقاق الزيت وجد فيه فأرًا ميتًا متفسخًا فقال في نفسه: «"إن الزيت كله كان في المعصرة في مكان واحد وإن النجاسة ليست خاصة بهذا الزيت دون سواه، وإن رددته للبائع بالعيب فربما باعه للناس. فأراق الزيت كله"».

## من عجائب تفسيره للأحلام
1. عن يوسف الصباغ عن ابن سيرين قال: «"من رأى ربه تعالى في المنام دخل الجنة"».
2. عن خالد بن دينار قال: «"كنت عند ابن سيرين فأتاه رجل فقال يا أبا بكر رأيت في المنام كأني أشرب من بلبلة لها مثقبان فوجدت أحدهما عذبا والآخر ملحا قال ابن سيرين اتق الله لك امرأة وأنت تخالف إلى أختها"».
3. عن أبي قلابة أن رجلا قال لابن سيرين: «"رأيت كأني أبول دما قال تأتي امرأتك وهي حائض قال نعم قال اتق الله ولا تعد"».
4. عن أبي جعفر عن ابن سيرين: «"أن رجلا رأى في المنام كأن في حجره صبيا يصيح فقص رؤياه على ابن سيرين فقال اتق الله ولا تضرب العود"».
5. عن حبيب: «"أن امرأة رأت في المنام أنها تحلب حية فقصت على ابن سيرين فقال ابن سيرين اللبن فطرة والحية عدو وليست من الفطرة في شيء هذه امرأة يدخل عليها أهل الأهواء"».
6. رأى الحجاج بن يوسف في منامه رؤيا كأن حوراوين أتتاه فأخذ إحداهما وفاتته الأخرى فكتب بذلك إلى عبد الملك فكتب إليه عبد الملك هنيئا يا أبا محمد فبلغ ذلك ابن سيرين فقال: «"أخطأت هذه فتنتان يدرك إحداهما وتفوته الأخرى قال فأدرك الجماجم وفاتته الأخرى"».
7. رأى ابن سيرين كأن الجوزاء تقدمت الثريا فأخذ في وصيته قال يموت الحسن البصري وأموت بعده هو أشرف مني.
8. قال رجل لابن سيرين: «"إني رأيت كأني ألعق عسلا من جام من جوهر فقال اتق الله وعاود القرآن فإنك رجل قرأت القرآن ثم نسيته"».
9. قال رجل لابن سيرين: «"رأيت كأني أحرث أرضا لا تنبت قال أنت رجل تعزل عن امرأتك"».
10. قال رجل لابن سيرين: «"رأيت في المنام كأني أغسل ثوبي وهو لا ينقى قال أنت رجل مصارم لأخيك"».
11. قال رجل لابن سيرين: «"رأيت كأني أطير بين السماء والأرض قال أنت رجل تكثر المنى"».
12. جاء رجل لابن سيرين فقال: «"إني رأيت كأني على رأسي تاجا من ذهب فقال له ابن سيرين اتق الله فإن أباك في أرض غربة وقد ذهب بصره وهو يريد أن تأتيه قال فما راده الرجل الكلام حتى أدخل يده في حجزته فأخرج كتابا من أبيه يذكر فيه ذهاب بصره وأنه في أرض غربة ويأمر بالإتيان إليه"».

## ثناء العلماء عليه
قال مورق العجلي: «"ما رأيت رجلا أفقه في ورعه، ولا أورع في فقهه من محمد بن سيرين"».
قال ابن عون: «"كان محمد يأتي بالحديث على حروفه"» وقال أيضاً: «"ما رأيت مثل محمد بن سيرين وقال حماد بن زيد، عن عثمان البتى"»، قال: «"لم يكن أحد بالبصرة أعلم بالقضاء من ابن سيرين. وعن حماد أيضاً عن عاصم، سمعت مورقاً العجلي"» يقول: «"ما رأيت أحدا أفقه في ورعه ولا أورع في فقهه من محمد بن سيرين"». قال ابن عون ثلاثة لم تر عيناي مثلهم: «"ابن سيرين بالعراق، والقاسم بن محمد بالحجاز، ورجاء بن حيوة بالشام، كأنهم التقوا فتواصوا"». قال أبو عوانة: «"رأيت محمد بن سيرين في السوق فما رآه أحد إلا ذكر الله"». قال محمد بن جرير الطبري: «"كان ابن سيرين فقيهًا، عالمًا، ورعًا، أديبًا، كثير الحديث، صدوقًا، شهد له أهل العلم والفضل بذلك، وهو حجة"».

## احتياطه في الحديث والإفتاء وبعض أموره
قال مهدي بن ميمون: «"رأيت محمد بن سيرين يحدث بأحاديث الناس، وينشد الشعر، ويضحك حتى يميل، فإذا جاء بالحديث من المسند كلح وتقبض. قال أشعث: كان ابن سيرين إذا سئل عن الحلال والحرام، تغير لونه حتى نقول: كأنه ليس بالذي كان"».
قال ابن شبرمة: «"دخلت على محمد ابن سيرين بواسط فلم أر أجبن من فتوى منه، ولا أجرأ على الرؤيا منه"». قال هشام: «"ما رأيت أحدًا عند السلطان أصلب من ابن سيرين"». وكان ابن سيرين قد حبس في السجن على دين أصابه وقد حبسه مالك بن المنذر، و قد روى أن السجّان قال لإبن سيرين: «"إذا كان الليل فأذهب إلى أهلك فإذا أصبحت فتعال"». فقال ابن سيرين: «"لا والله، لا أكون لك عونًا على خيانة السلطان"».
عن ابن عون قال: «"أن محمد كان إذا كان عند أمه لو رآه رجل لا يعرفه ظن أن به مرضًا من خفض كلامه عندها"».

## شبهات حول صحة نسبة كتاب تفسير الأحلام
من المشهور عند العامة والمتداول بينهم كتاب تفسير الأحلام المنسوب لإبن سيرين. والصحيح ان هذا الكتاب المتداول ليس من تأليف ابن سيرين فمع كثرة ثناء العلماء على ابن سيرين وفي تراجمهم له لم يذكر أحد منهم قط انه ألف كتابا لتفسير الأحلام. هذا بالإضافة إلى أن ابن سيرين وبرغم معرفته بالكتابة فإنه لم يكتب بنفسه بل كتب عنه تلامذته. وقد تكلم مشهور بن حسن آل سلمان أحد مشايخ الدعوة السلفية في الأردن، في كتابه: «كتب حذر منها العلماء» (2/275 - 284) كلاما عن صحة نسبة هذا الكتاب إلى ابن سيرين، وكذلك عن كتاب آخر منسوب إليه، وهو «منتخب الكلام في تفسير الأحلام»، خلُص إلى عدم صحة نسبة الكتاب إلى ابن سيرين. والصحيح ان كتاب تفسير الأحلام المشهور بين العامة حاليا هو للعالم الفقيه الشافعي عبد الملك بن محمد الخركوشي النيسابوري المعروف بـأبي سعد الواعظ، المتوفى سنة 407.

### كتاب تعبير الرؤيا الإغريقي كأصل ممكن للكتاب المتداول
قارن الكاتب الغزير عبدالمنعم الحفني بأحد كتبه بين كتاب تفسير الأحلام المتداول وكتاب إغريقي اسمه تعبير الرؤيا (باليونانية: Ονειροκριτικά). وهو كتاب من تأليف رجل إغريقي اسمه أرطميدورس الإفسي (باليونانية: Ἀρτεμίδωρος ὁ Δαλδιανός) من القرن الثاني الميلادي. وكان حنين بن اسحاق قد ترجم كتاب تعبير الرؤيا إلى اللغة العربية بالقرن الثاني الهجري (القرن التاسع الميلادي)، ويميل عبد المنعم الحفني إلى الاعتقاد بأن ابن سيرين لابد وأن اطلع على ترجمة كتاب الإفسي «ووعى بها وأخذ عنها»، وتظن الكاتبة الأمريكية ماريا ف. ماورودي (بالإنجليزية: Maria V. Mawrudi) بأن الكتاب اليوناني (تعبير الرؤيا) ربما هو الأصل للكتاب المتداول الذي ينسب إلى ابن سيرين بعد وفاته بسنين مع أنها لا تشير بمصادرها إلى كتاب عبدالمنعم الحفنيـ السابق لبحثها وهي التي حصلت على شهادة الدكتوراه من هارفارد نتيجة لدراستها بسنة 1998 التي نشرتها ككتاب فيما بعد. وترى ماريا ماورودي أيضاً بأن الكتاب المتداول نقل إلى اليونانية ونشأ عنه كتاب اسمه تفسير الرؤيا لأحمد أو تفسير أحمد للرؤى (بالإنجليزية: Oneirocriticon of Achmet) وهو كتاب بالإغريقية استبدلت به العناصر العربية والإسلامية بعناصر مسيحية وبيزنطية، والكتاب الأغريقي الأخير هذا نسبه كاتبه المجهول إلى رجل اسماه أخمد بن سيريم (باليونانية: Αχμέτ υιός Σειρείμ) وتظن ماريا ماورودي بأنه نقله تصحيفاً عن اسم محمد بن سيرين.

## وفاته

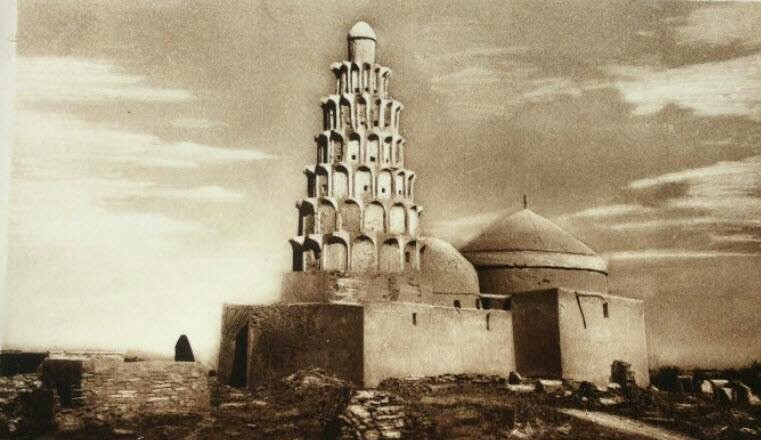
مرقد الحسن البصري ويجاوره ضريح الامام محمد بن سيرين في البصرة

قال ابن عون: كانت وصية محمد بن سيرين لأهله وبنيه: «"أن يتقوا الله ويصلحوا ذات بينهم وأن يطيعوا الله ورسوله إن كانوا مؤمنين وأوصاهم بما أوصى به"» ﴿وَوَصَّى بِهَا إِبْرَاهِيمُ بَنِيهِ وَيَعْقُوبُ يَا بَنِيَّ إِنَّ اللَّهَ اصْطَفَى لَكُمُ الدِّينَ فَلَا تَمُوتُنَّ إِلَّا وَأَنْتُمْ مُسْلِمُونَ ۝١٣٢﴾ [البقرة:132] «"وأوصاهم ألا يدعوا أن يكونوا إخوان الأنصار ومواليهم في الدين، فإن العفاف والصدق خير وأبقى وأكرم من الزنى والكذب"». قال غير واحد: «"مات محمد بعد الحسن البصري بمائة يوم، سنة عشر ومئة"».
ولقد توفي محمد بن سيرين بعد أن عٌمر حتى بلغ السابعة والسبعين عامًا. ودفن في البصرة ويقع ضريحه حاليا في مبنى مرقد الحسن البصري.